# Pechea
Pechea è un comune della Romania di 11 511 abitanti, ubicato nel distretto di Galați, nella regione storica della Moldavia.
Il comune è formato dall'unione di 2 villaggi: Lupele e Pechea.